# Stephen Anderton
Stephen Peter Scott Mckenzie es un actor australiano, más conocido por haber participado en la serie Out of the Blue.

## Biografía
Durante su niñez,sus padres se separaron y su madre se casó con Bruce Anderton, un veterano de la guerra de Vietnam. Tiene dos hermanos, llamados Juka Anderton y Jacques Anderton.
En el 2007 completó una licenciatura en derecho en la Universidad de Macquarie y un diplomado de posgrado en la práctica jurídica en el 2009.
En marzo del 2004 se casó con Annalisa Dezarnaulds, con la cual tiene dos hijos, quienes se llaman Deuchar Anderton y Jacques Anderton.

## Carrera
En 1996 apareció como invitado en la serie policíaca Water Rats donde interpretó al oficial Robert Spring.
En el 2002 interpretó al oficial de la policía Trevor Daniels en la serie Young Lions.
Ese mismo año apareció como invitado en la serie policíaca White Collar Blue, donde interpretó al oficial Albie Borich, un amigo del oficial Theo Rahme (Don Hany).
En el 2004 apareció en la película The Mystery of Natalie Wood donde interpretó a Dennis Davern. La película narra la vida y carrera de la actriz Natalie Wood desde su infancia hasta su prematura muerte.
En el 2007 apareció en la popular serie médica All Saints donde interpretó a Ben Quilty durante el episodio "Cutting Free". Anteriormente había aparecido por primera vez en la serie en el 2002 donde dio vida a Mick Rowley en tres episodios.
En el 2009 obtuvo un pequeño papel en la película X-Men Origins: Wolverine donde interpretó a Marcuse.
El 2 de octubre del 2013 apareció como invitado en un episodio de la popular serie australiana Home and Away donde interpretó a Johnny Barrett, el padre de Casey Braxton y Josh Barrett, y donde Johnny es asesinado por Adam Sharpe durante una confrontación. Anteriormente había aparecido por primera vez en la serie en el 2002 donde interpretó a Buster durante el episodio # 1.5 y a Don "Gibbsy" Gibson en el 2009.

## Filmografía
Series de televisión
| Año         | Serie                 | Personaje         | Notas                              |
| ----------- | --------------------- | ----------------- | ---------------------------------- |
| 2013        | Home and Away         | Johnny Barrett    | episodio # 1.5843                  |
| 2011        | Packed to the Rafters | Chris Papas       | episodio "Risky Business"          |
| 2010        | Rake                  | Abogado de Barney | episodio "R vs Corella"            |
| 2010        | Rescue Special Ops    | Det. Brett Ryan   | 2 episodios                        |
| 2009        | East West 101         | William Smith     | episodio "The Lost Boys"           |
| 2009        | Underbelly            | Malcolm Paris     | episodio "Aussie Bob & Kiwi Terry" |
| 2008        | Out of the Blue       | Fletch            | 5 episodios                        |
| 2006 - 2007 | Love My Way           | Buckets           | 4 episodios                        |
| 2005        | McLeod's Daughters    | Paul Edwards      | episodio "Heaven and Earth"        |
| 2002        | All Saints            | Mick Rowley       | 3 episodios                        |
| 2002        | Young Lions           | Trevor Daniels    | episodio "Drag Racing"             |
| 2002        | White Collar Blue     | Albie Borich      | episodio # 1.8                     |
| 1996        | Water Rats            | Robert Spring     | episodio "Iron Man"                |

Películas
| Año  | Título                      | Personaje     | Notas |
| ---- | --------------------------- | ------------- | --- |
| 2012 | Isolate                     | Richard       | junto a Jacinta John, Terry Serio & Ray Park                                                                          |
| 2012 | Careless Love               | Detective     | junto a Nammi Le, Penny McNamee, Ivy Mak, David Field, Jeff Truman & Yutaka Izumihara                                 |
| 2010 | Grey Scale                  | Sean          | corto - junto a Kieran Darcy-Smith, Charlie-Rose Maclennan & Amanda Porter                                            |
| 2009 | X-Men Origins: Wolverine    | Marcuse       | junto a Hugh Jackman, Liev Schreiber, Lynn Collins & Kevin Durand                                                     |
| 2005 | Don't Say a Word            | Conductor     | corto - junto a Chum Ehelepola, Bill Haydon, Eric Oldfield & John Samaha                                              |
| 2004 | Through My Eyes             | Ian Cawood    | junto a Miranda Otto, Craig McLachlan, Peter O'Brien, Steven Vidler & John McArdle                                    |
| 2004 | The Mystery of Natalie Wood | Dennis Davern | junto a Justine Waddell, Michael Weatherly, Matthew Settle, Colin Friels, Elizabeth Rice, Robert Taylor & Alice Krige |
| 2002 | White Collar Blue           | Albie Borich  | junto a Peter O'Brien, Freya Stafford, Brooke Satchwell, Don Hany & Richard Carter                                    |
| 1999 | Dead End                    | Brian         | junto a William Snow, Victoria Hill, Matthew Dyktynski, Peter Hardy & Michael Edward-Stevens                          |

Presentador
| Año  | Programa                    | Notas       |
| ---- | --------------------------- | ----------- |
| 2004 | Britain's Best Back Gardens | presentador |

Teatro
| Año  | Título          | Personaje | Director (a)       | Teatro        | Notas                                                                                |
| ---- | --------------- | --------- | ------------------ | ------------- | ------------------------------------------------------------------------------------ |
| 2005 | Festen          | Kim       | Gale Edwards       | Drama Theatre | junto a John Batchelor, Ron Haddrick, Kate Mulvany, Anna Lise Phillips & Jeremy Sims |
| 1999 | The Removalists | -         | Daniel Skeffington | New Theatre   | junto a Leanne Guihot, Bill Haydon, Daniel Hudson & Martha Lott                      |